# Resolutie 1114 Veiligheidsraad Verenigde Naties
Resolutie 1114 van de Veiligheidsraad van de Verenigde Naties werd op 19 juni 1997 aangenomen door de VN-Veiligheidsraad met 14 stemmen voor en onthouding van China.

## Achtergrond
Nadat Albanië begin 1991 het communisme achter zich liet werd de economie geliberaliseerd. Die economie kwam vervolgens in de greep van een ponzifraudesysteem dat begin 1997 in elkaar stortte. Een groot deel van de Albanese bevolking was haar spaargeld kwijt en kwam op straat tegen de overheid die verantwoordelijk werd gehouden. De situatie ontaardde via gewelddadige oncontroleerbare rellen tot een anarchie in het hele land. Later dat jaar keerde de rust terug na buitenlandse interventies, gevolgd door nieuwe verkiezingen.

## Inhoud

### Waarnemingen
Een multinationale beschermingsmacht was naar Albanië gestuurd en voerde daar het door de Veiligheidsraad gegeven mandaat uit in nauwe samenwerking met de Albanese autoriteiten. Intussen ging het geweld in Albanië nog steeds verder. Daarom moest de beschermingsmacht gedurende een beperkte periode uitgebreider worden dan was voorzien.

### Handelingen
Opnieuw werd al het geweld veroordeeld en riep de Veiligheidsraad op het te stoppen. De landen die bijdroegen aan de beschermingsmacht werd gevraagd hun contingenten ter plaatse te houden. Zij werden geautoriseerd om zich te verzekeren van de veiligheid en bewegingsvrijheid van de macht. Ook werd beslist de operatie te beperken tot 45 dagen vanaf 28 juni.
Lijst ·  1093 ·  1094 ·  1095 ·  1096 ·  1097 ·  1098 ·  1099 ·  1100 ·  1101 ·  1102 ·  1103 ·  1104 ·  1105 ·  1106 ·  1107 ·  1108 ·  1109 ·  1110 ·  1111 ·  1112 ·  1113 ·  1114 ·  1115 ·  1116 ·  1117 ·  1118 ·  1119 ·  1120 ·  1121 ·  1122 ·  1123 ·  1124 ·  1125 ·  1126 ·  1127 ·  1128 ·  1129 ·  1130 ·  1131 ·  1132 ·  1133 ·  1134 ·  1135 ·  1136 ·  1137 ·  1138 ·  1139 ·  1140 ·  1141 ·  1142 ·  1143 ·  1144 ·  1145 ·  1146